# Allan Marat
Pour les articles homonymes, voir Marat.
Allan Savenat Mesak Marat, né le 28 septembre 1954, est un juriste et homme politique papou-néo-guinéen.

## Biographie
Né et scolarisé dans ce qui est alors le territoire de Papouasie et Nouvelle-Guinée sous souveraineté australienne, il obtient une licence de Droit de l'université de Papouasie-Nouvelle-Guinée en 1976, l'année qui suit l'indépendance du pays. Il obtient ensuite un Master en Droit à l'université d'Auckland en Nouvelle-Zélande en 1981, et un doctorat en Droit à l'université d'Oxford au Royaume-Uni en 1988. Dans le même temps, il enseigne le droit à l'université de Papouasie-Nouvelle-Guinée de 1977 à 1978, de 1982 à 1983, et en 1988. Il s'établit comme solliciteur (avocat) dans son pays natal de 1989 à 2002,.
Il est élu député de Rabaul au Parlement national aux élections législatives de juin 2002 avec l'étiquette du Parti du progrès populaire, et remplace Julius Chan comme chef de ce parti en juillet. En août, le Premier ministre Sir Michael Somare le nomme vice-Premier ministre, ministre de la Justice et ministre du Commerce et des Industries. En octobre 2003, le groupe parlementaire du parti lui préfère le ministre de la Pêche Andrew Baing comme chef du parti, et ce dernier obtient de Michael Somare de remplacer Allan Marat au poste de vice-Premier ministre. Allan Marat renonce à ses autres ministères en novembre,,.
En mai 2007 il fonde le Parti libéral mélanésien, et c'est avec cette étiquette qu'il conserve son siège de député de Rabaul aux élections de 2007. Michael Somare, réélu Premier ministre, l'intègre une nouvelle fois à son gouvernement de coalition en tant que ministre de la Justice et procureur général. En 2009 il est fait commandeur de l'ordre de l'Empire britannique. Il démissionne du gouvernement en mai 2010, à la demande du Premier ministre, après avoir affirmé publiquement que les investissements étrangers dans l'exploitation du gaz naturel liquéfié et du nickel du pays offrent peu de retombées bénéfiques pour les travailleurs et pour les populations locales,. Il retrouve les fonctions de ministre de la Justice et de procureur général en août 2011 lorsque Peter O'Neill profite d'une longue maladie de Michael Somare pour se faire élire Premier ministre par le Parlement. Il s'ensuit la crise constitutionnelle papou-néo-guinéenne de 2011-2012 : La Cour suprême invalide l'élection de Peter O'Neill pour vice de procédure et reconnaît Michael Somare comme Premier ministre légitime, mais le nouveau gouvernement refuse de quitter le pouvoir. Le gouvernement O'Neill tente de limoger le président de la Cour suprême, Sir Salamo Injia (en), qui fait alors arrêter Allan Marat et le vice-Premier ministre Belden Namah en novembre pour entrave à la justice. Les deux hommes sont relâchés après une brève détention. 
Simple député durant la législature 2012-2017, il conserve à nouveau son siège aux élections de 2017 et est nommé ministre fantôme des Affaires étrangères, de l'Immigration et du Commerce extérieur dans le cabinet fantôme du Chef de l'opposition parlementaire, Patrick Pruaitch. Belden Namah devient le nouveau Chef de l'opposition en septembre 2019, et nomme Allan Marat vice-Chef de l'Opposition. Briguant un cinquième mandat de député aux élections de 2022, il est battu dans sa circonscription de Rabaul en étant devancé de seulement trois voix. Il obtient, au 7e décompte, 5 189 voix (49,99 %), contre 5 192 (50,01 %) pour son adversaire Graham Rumet du Pangu Pati. C'est le résultat le plus serré de l'histoire des élections législatives en Papouasie-Nouvelle-Guinée,. Les suffrages ayant été recomptés, Allan Marat est toutefois déclaré le 2 avril 2023 avoir remporté l'élection, et il retrouve son siège au Parlement.